# Leutschauer Haus

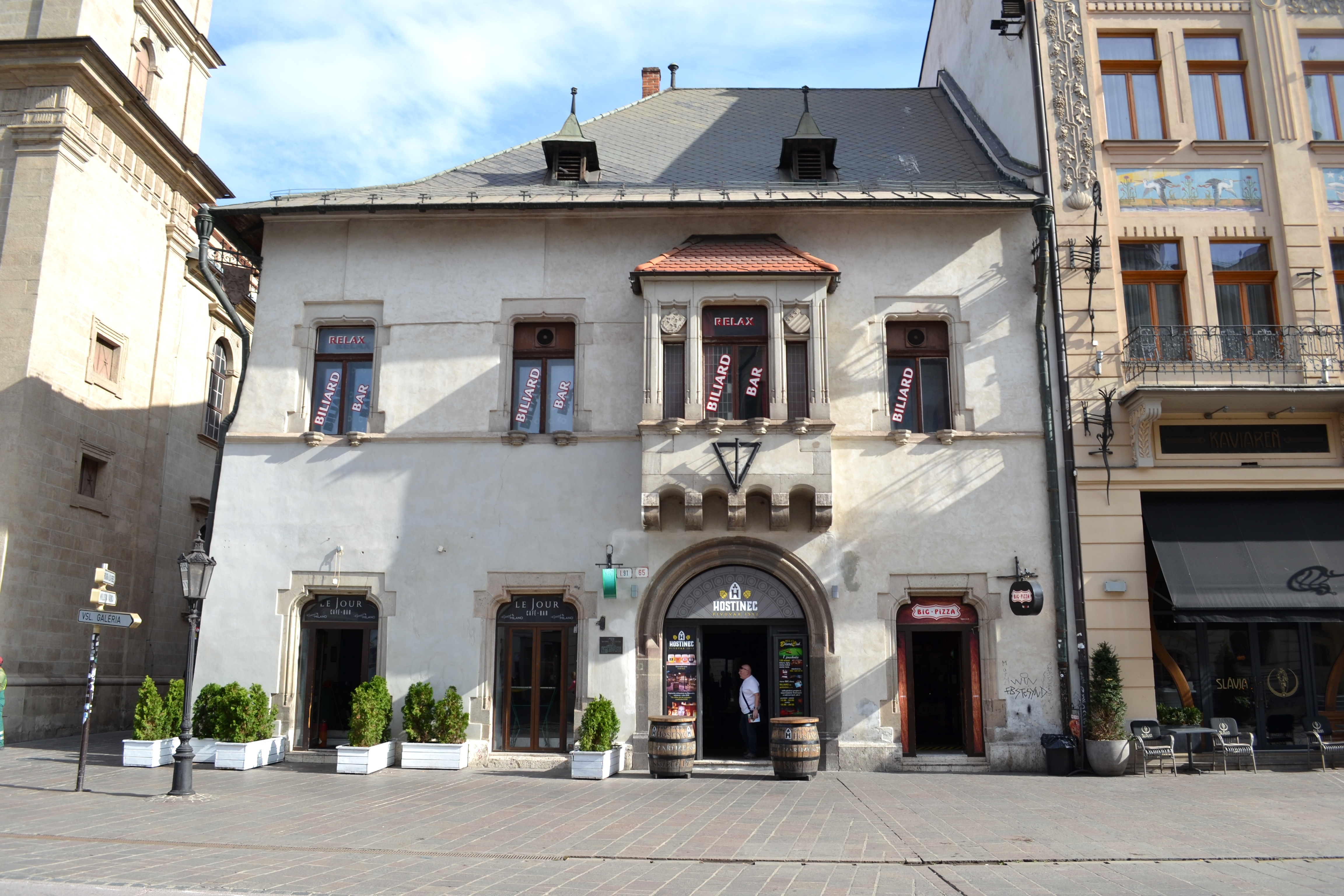
Frontansicht des Hauses (Stand 2018)

Das Leutschauer Haus (slowakisch Levočský dom) ist ein Bürgerhaus in der zweitgrößten slowakischen Stadt Košice (deutsch Kaschau). Es befindet sich an der Straße Hlavná Nr. 65, an der Kreuzung mit der Gasse Univerzitná, die das Haus von der Dreifaltigkeitskirche trennt.

## Geschichte
Das im spätgotischen Stil gebaute Haus wurde in der zweiten Hälfte des 15. Jahrhunderts erbaut, nach einer im Jahr 2018 durchgeführten archäologischen Untersuchung stammen Teile aus dem 13. und 14. Jahrhundert. Dieser Untersuchung zufolge stammt der Abortschacht aus der Wende des 13. und 14. Jahrhunderts. Weder das genaue Baujahr noch der Bauherr des spätgotischen Hauses sind bekannt. Der erste bekannte Besitzer war Georg Szakmary (ungarisch Szatmári György), Bischof und späterer Erzbischof von Gran sowie Primas von Ungarn. Weiter folgte Georgs Schwiegersohn und Kaufmann Alexius Thurzo, der in seinem 1542 ausgestellten Testament verfügt hatte, dass die Stadt Levoča (deutsch Leutschau) seine zwei Häuser in Kaschau erhalten soll. Nach Alexius’ Tod im Frühjahr 1543 nutzte die Stadt Leutschau das Gebäude als Gasthof für Leutschauer Kaufleute. 1569 erwarb die Stadt Kaschau das Haus für 4000 Gulden und behielt den Gasthof, der nun für die breite Öffentlichkeit zugänglich gemacht wurde. Der Stadtrat pachtete das Gebäude an verschiedene Pachtnehmer. Der Standort war lukrativ, da es in unmittelbarer Nachbarschaft des königlichen Hauses an der Stelle der heutigen Dreifaltigkeitskirche stand, mit dem das Leutschauer Haus im oberen Teil verbunden war, dazu unweit des alten Rathauses. Im hinteren Trakt gab es eine Brauerei, die bis Mitte des 18. Jahrhunderts bestand und ihre Produkte sowohl in den Gasthof Leutschauer Haus als auch andere Gaststätten der Stadt lieferte.
Ein Stadtbrand im Jahr 1601 hinterließ schwere Schäden, die in einer aufwändigen Sanierung in den nächsten zwei Jahren behoben werden mussten. 1617 entstand in einem Teil des Gebäudes die erste Buchdruckerei der Stadt. Im März 1626 fand hier eine Hochzeit des Fürsten von Siebenbürgen Gabriel Bethlen mit Katharina von Brandenburg statt, die unter Anwesenheit von mehreren hundert Gästen eine Woche lang dauerte. Nach Bethlens Tod im Jahr 1629, als die Stadt wieder unter die Kontrolle des habsburgischen Königlichen Ungarn fiel, organisierte die Stadt ein kostspieliges Festmahl zu Ehren des Palatins von Ungarn. Zu dieser Zeit hatte der Gasthof eine Vorreiterstellung in der Stadt, die hier vorzugsweise hochrangige Besucher unterbringen ließ. Im Verlauf des 17. Jahrhunderts wurde das Haus im Renaissance-Stil umgebaut und erhielt im Hof zeitgenössisch gestaltete Arkaden. Im 18. Jahrhundert folgten weitere Neuverzierungen im Barockstil.
Als im Jahr 1782 das Hotel zum Schwarzen Adler (slowakisch Čierny orol) gebaut wurde, endete die besondere Stellung des Gasthofs Leutschauer Haus in der Stadt. Zu Ende des 19. Jahrhunderts verfiel das Gebäude derart, dass ein Abriss und Ersetzung z. B. durch städtisches Casino (1901) oder Kulturpalast (1907) erwogen wurde. Zuletzt ordnete aber das ungarische Innenministerium im Oktober 1907 eine Renovierung an, die nach einem Beschluss des Stadtrats im November 1908 begonnen wurde. Das renovierte Haus wurde am 15. Mai 1910 feierlich wiedereröffnet, büßte aber dabei an der ursprünglichen Bausubstanz erheblich ein.
Von 1957 bis 1959 wurde das Haus mit dem benachbarten Bauobjekt (Nr. 63), dem Hotel und Café Slávia, verbunden. Bis heute ist die gastronomische Funktion erhalten. Zu sehen sind die gotischen Netzgewölbe in den Räumen des Restaurants.